# Great Malvern (stacja kolejowa)
Great Malvern (ang: Great Malvern railway station) – stacja kolejowa w miejscowości Great Malvern, w hrabstwie Worcestershire, w Anglii. Jest to jedna z dwóch stacji obsługujących miasto Malvern, druga to Malvern Link. Stacja zachowała większość swojego pierwotnego wiktoriańskiego wyglądu projektu architekta stacji E. W. Elmslie i jest zabytkowym budynkiem.

## Architektura i historia
Stacja Great Malvern została otwarta przez Worcester & Hereford Railway w 1860 roku i jest autorstwa architekta E. W. Elmslie. Prace zostały zakończone w 1862 roku. Został później wchłonięta przez Great Western Railway. 
Stacja obchodziła swoje 150 urodziny w dniu 23 maja 2010 roku wraz z odsłonięciem pamiątkowej tablicy i przyjazdem specjalnego pociągu.

## Linie kolejowe
- Cotswold Line